# Hoorspelcommissie
De in de jaren 50 en 60 had de Nederlandse Radio Unie (NRU) een speciale hoorspelcommissie die werd ingezet om problemen te voorkomen. Het kwam namelijk voor dat binnen de publieke omroepen twee tegelijk bezig waren een buitenlandse productie voor bewerking in Nederland aan te kopen. De commissie, de Programma Coördinatie Commissie (PCC), moest dan voorkomen dat er door beide omroepen dit werk werd aangekocht of dat een soortgelijk hoorspel op dezelfde avond werd gepland. Ze hield zich dus bezig met het eventueel samenvallen van uitzendtijden. Uiteraard werkte de commissie niet alleen voor de probleemoplossing ten bate van hoorspelen maar tal van andere onderwerpen, zoals klassieke concerten. 
Als een omroepvereniging het plan had een hoorspel te laten schrijven dan wel een buitenlands product te laten vertalen dan bracht zij daarvan het programmabureau van de NRU op de hoogte. Vervolgens werd een notitie gemaakt die naar alle andere omroepen werd verstuurd, zodat iedere omroep van elke andere op de hoogte was wat men op het gebied van ‘het hoorspel’ aan het ontwikkelen was. Ook was er een verplichting elkaar onderling op de hoogte te houden van de uit te betalen honoraria van de spelers, dit om onnodig opbieden te voorkomen. Voor het schrijven van een Nederlands hoofdstuk kreeg de schrijver, voor welke omroep hij of zij dan ook werkte, hetzelfde bedrag, 15 gulden per uitzendminuut. Wel kwam er een bonus overheen wanneer een dergelijk hoorspel aan het buitenland werd verkocht.